# Roman (Rumania)
Roman es una ciudad con estatus de municipiu de la provincia de Neamţ en Moldavia, Rumanía. Está situada en la parte central de Moldavia. En el censo de 1992 tenía 80.323 habitantes, pero con la fuerte salida al extranjero, en los años siguientes la población bajó a 69.268 habitantes en 2002.

## Geografía
La ciudad está situada en la confluencia de los ríos Moldova y Siret, en la parte central de la meseta de Moldavia.
| Bacău | Piatra Neamţ | Iaşi | Suceava | Galaţi | Braşov | Cluj Napoca | Craiova | Bucarest | Constanza | Timişoara | Baia Mare |
| ----- | ------------ | ---- | ------- | ------ | ------ | ----------- | ------- | -------- | --------- | --------- | --------- |
| 41km  | 47km         | 82km | 105km   | 227km  | 214km  | 354km       | 419km   | 331km    | 414km     | 562km     | 382km     |

## Historia
La ciudad fue mencionada por la primera vez en la crónica Letopiseţul Novgorodului, un documento del año 1387. El nombre de la ciudad proviene de Roman I Muşat, rey de Moldavia. En 1467 Roman fue casi completamente destruida por las tropas de Matías Corvino, pero poco después fue reedificada por Esteban el Grande de Moldavia. Hasta la llegada del comunismo al país, fue la capital del distrito con el mismo nombre.

## Cultura
En la ciudad hay varios museos: el museo de historia, el museo de artes, el museo de ciencias naturales. En el centro de la ciudad se encuentra la casa de Sergiu Celibidache, un famoso músico y director de orquesta. Además en Roman hay un gran número de iglesias, algunas con gran valor histórico y cultural, por ejemplo la iglesia del episcopado, con una antigüedad de más de 600 años, o la iglesia armenia, Precista Mare.

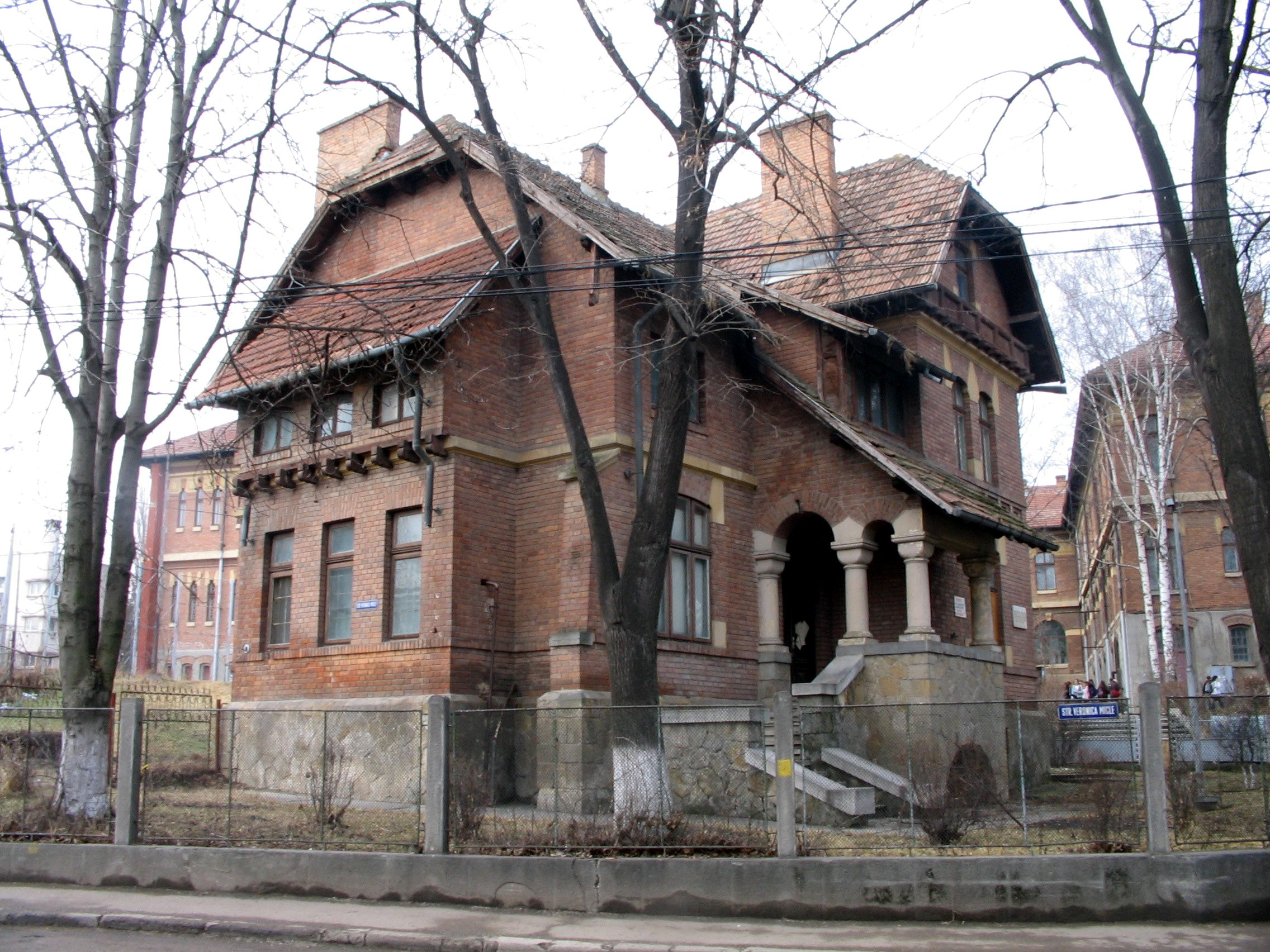
Casa de Calistrat Hogaş.

## Demografía
En Roman la mayoría de los habitantes lo forman los rumanos con 97,02%, seguidos de los rumanos gitanos 2,30%, las demás etnias están muy por debajo de 1%.
Los cristianos ortodoxos son 84,22%, los católicos 14,56%.
| 1859   | 1864   | 1902   | 1912   | 1930   | 1948   | 1956   | 1966   | 1977   | 1992   | 2002   | 2007   |
| ------ | ------ | ------ | ------ | ------ | ------ | ------ | ------ | ------ | ------ | ------ | ------ |
| 10.818 | 13.334 | 14.019 | 18.128 | 28.832 | 23.701 | 27.948 | 39.012 | 51.019 | 80.328 | 69.483 | 69.058 |

## Economía
Los sectores más desarrollados de la economía de Roman son los servicios y la industria, siendo un muy importante centro industrial hasta 1989. En el distrito es el más importante centro industrial, encontrándose aquí fábricas de tuberías de acero, de azúcar, máquinas industriales, cerámica, ropa, materiales aislantes para la construcción, industria alimenticia. También es un importante punto comercial para la zona. 

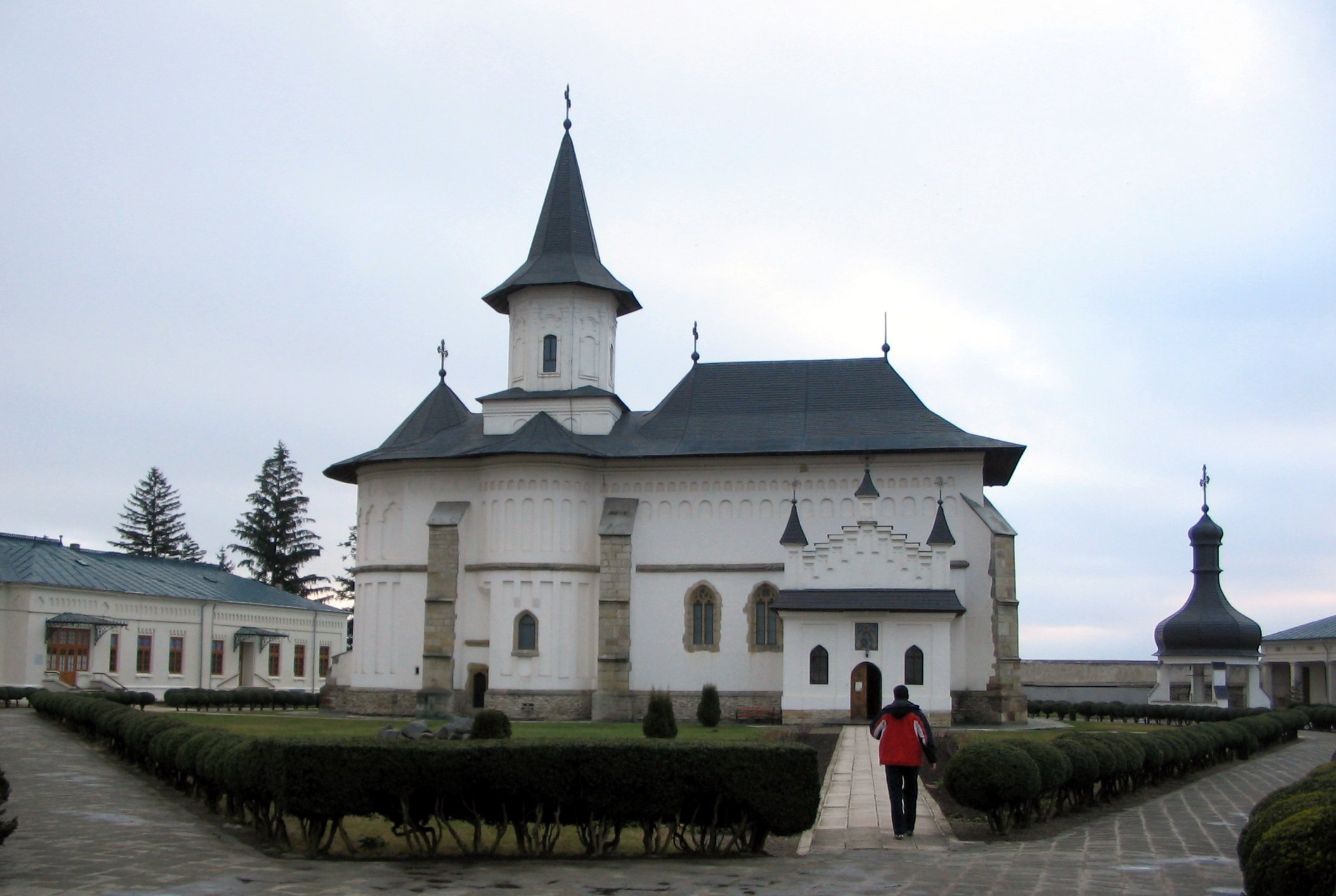
Catedral episcopal de Roman.

## Deportes
El municipio cuenta con un reconocido equipo de balonmano femenino - Handbal Club Municipal Roman. También hay en la ciudad un instituto deportivo con buenos profesores y alumnos, que obtuvieron a través de los años muchos premios, especialmente en atletismo, pero también en judo. El equipo de fútbol de Roman es Petrotub Roman, que juega en la tercera división rumana, uno de los candidatos a la promoción.

## Fotos

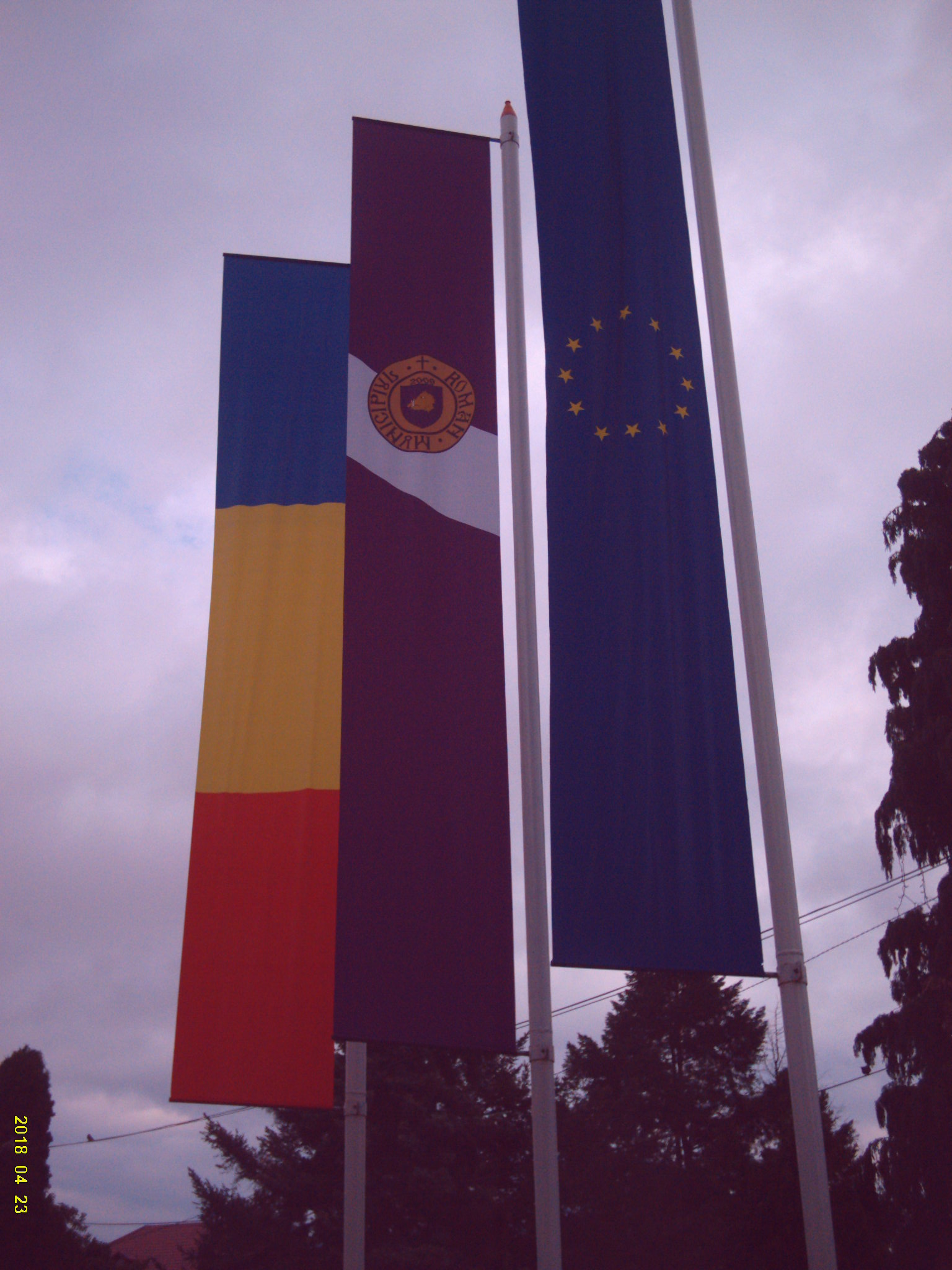
La bandera de la ciudad entre las banderas de Rumanía y de la Union Europea
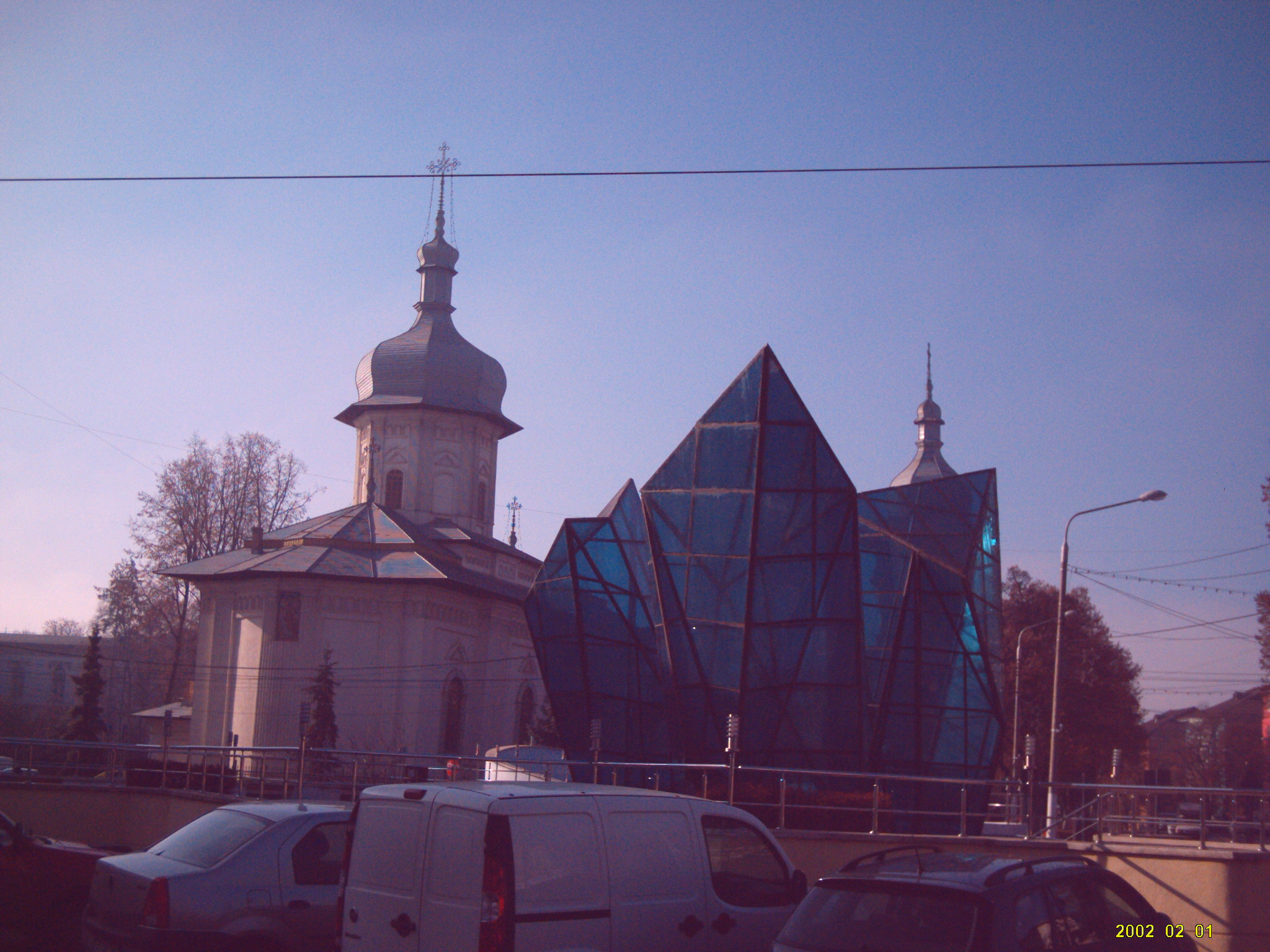
La iglesia Precista Mare
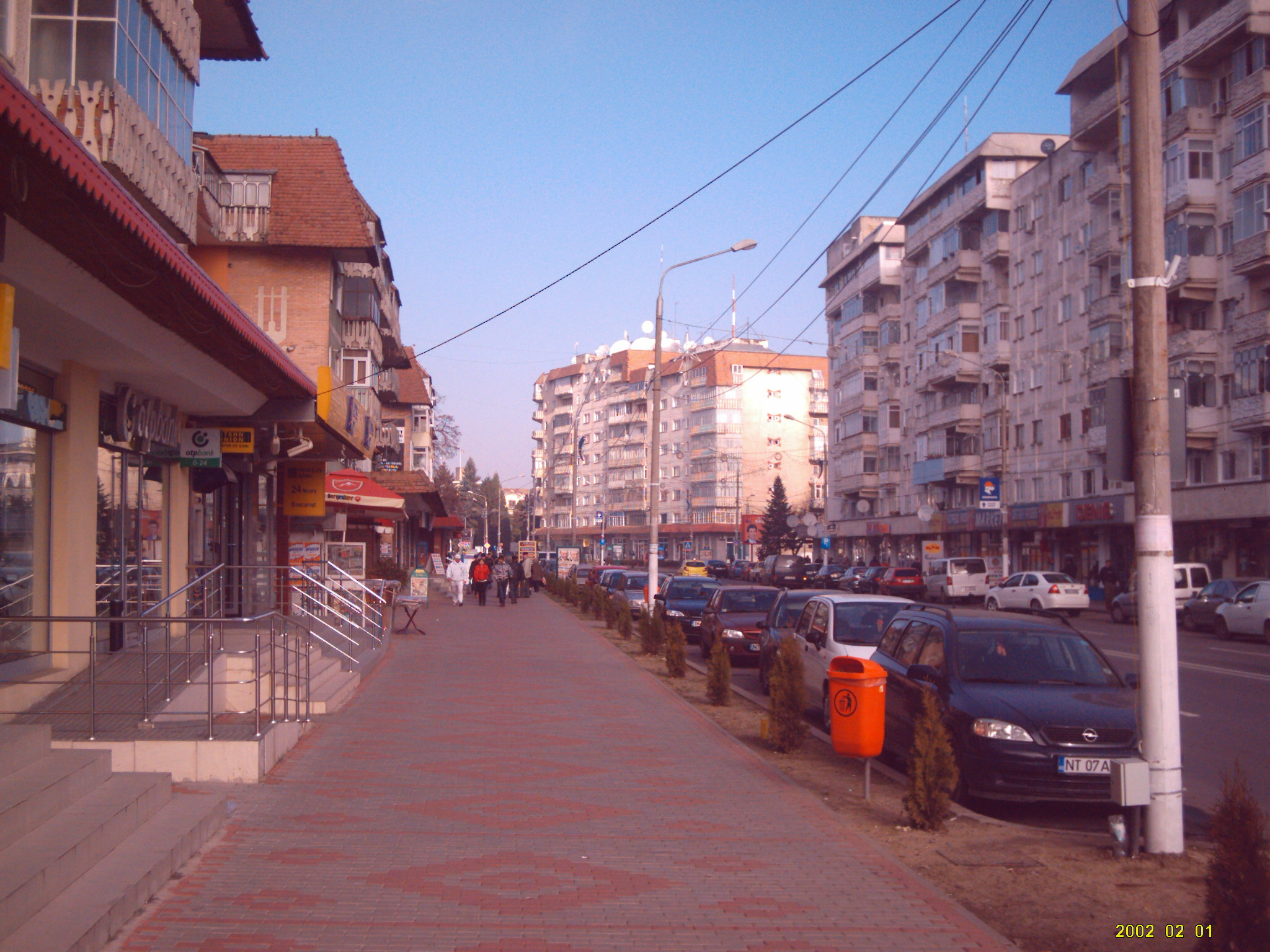
Imagen de la avenida Roman-Muşat
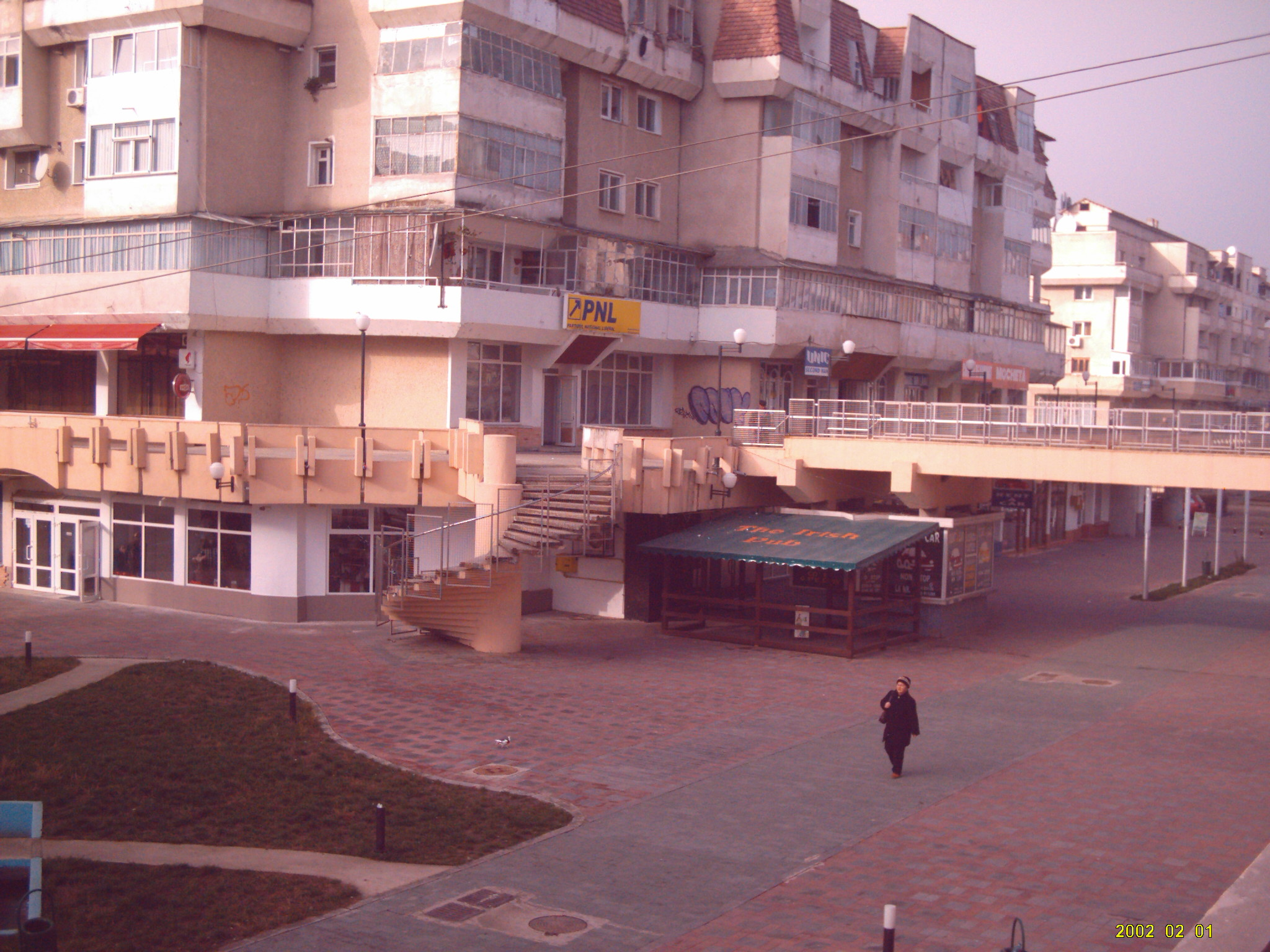
Peatonal Ştefan cel Mare
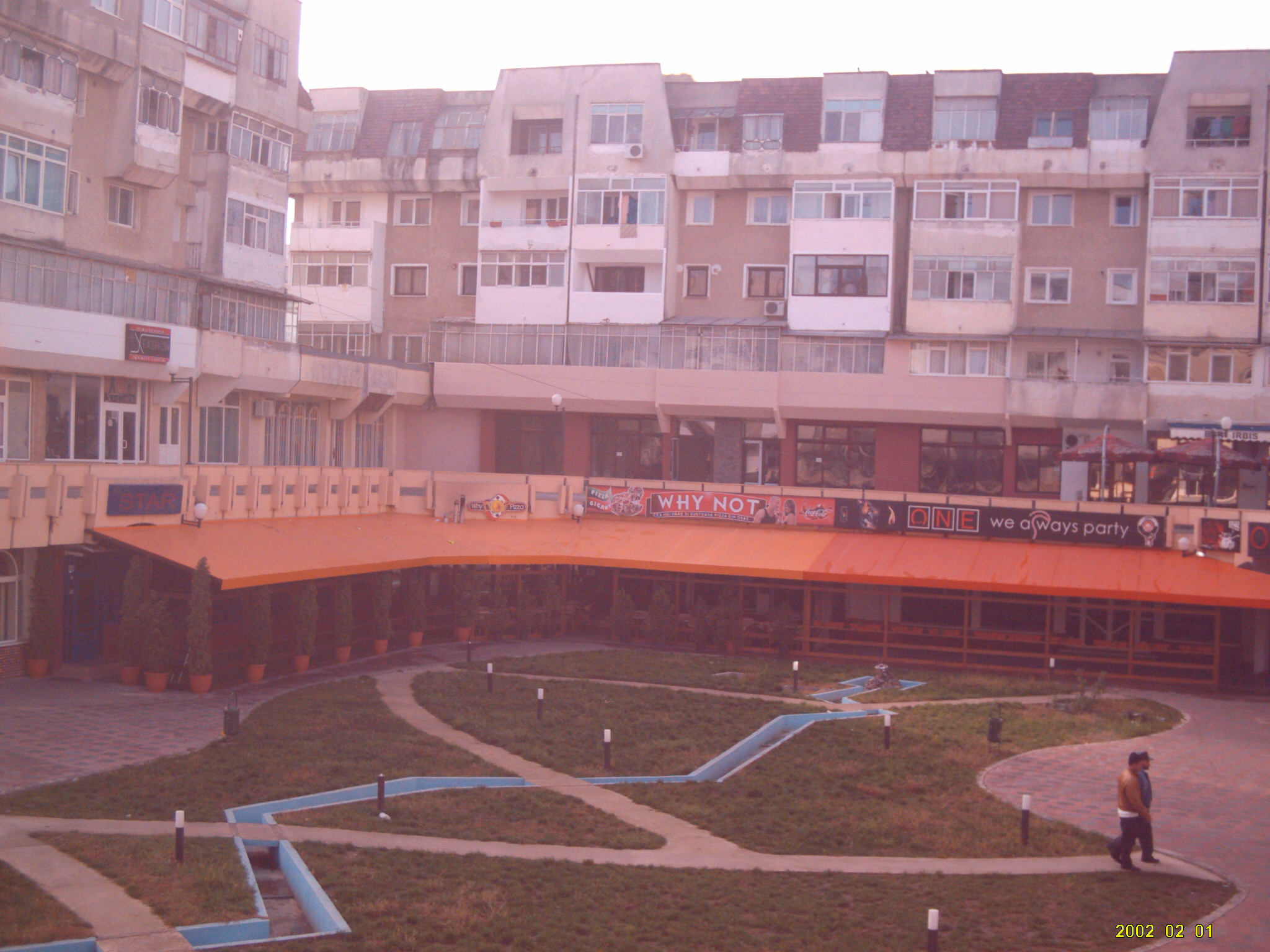
Peatonal Ştefan cel Mare
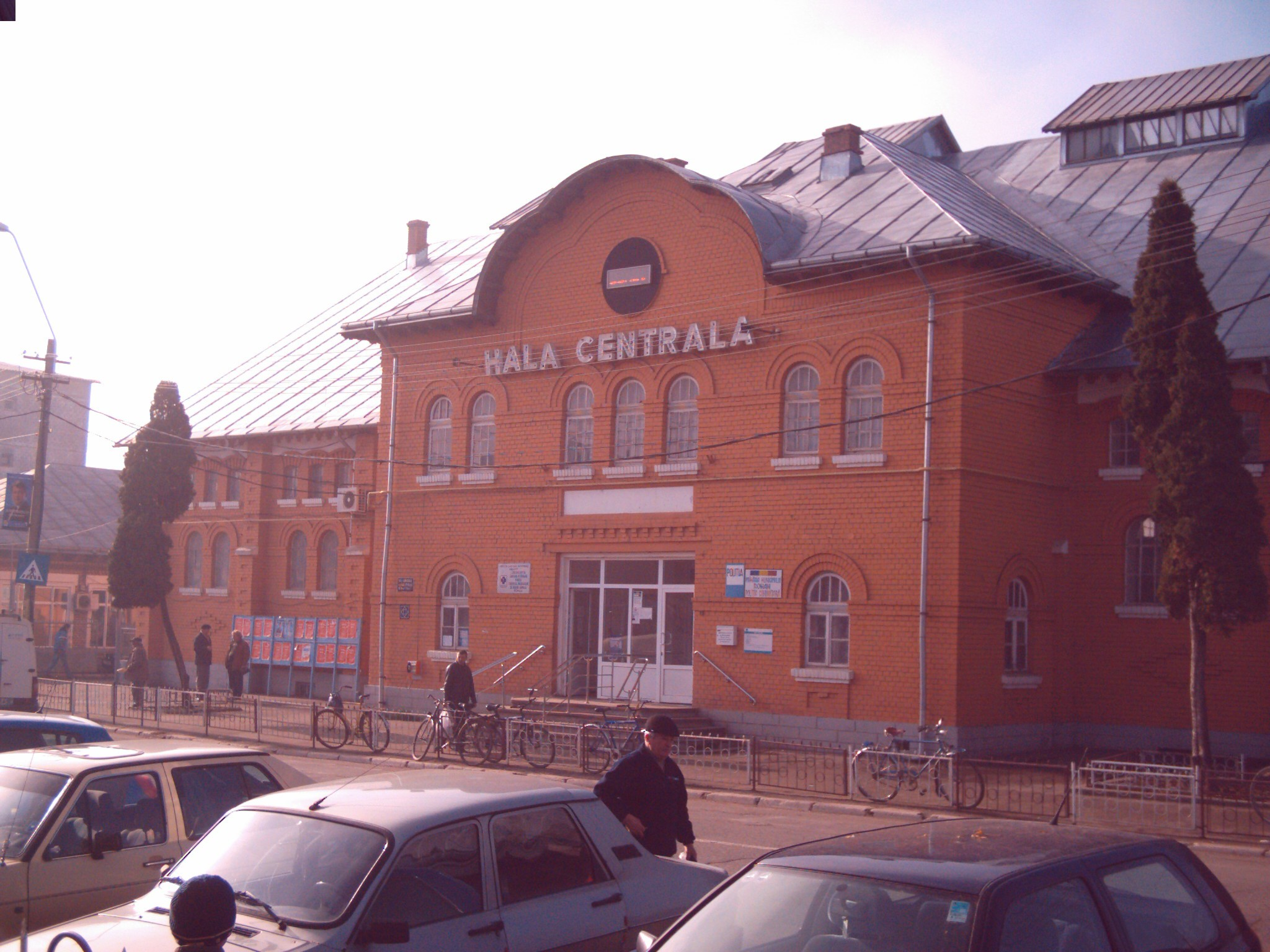
Mercado Central
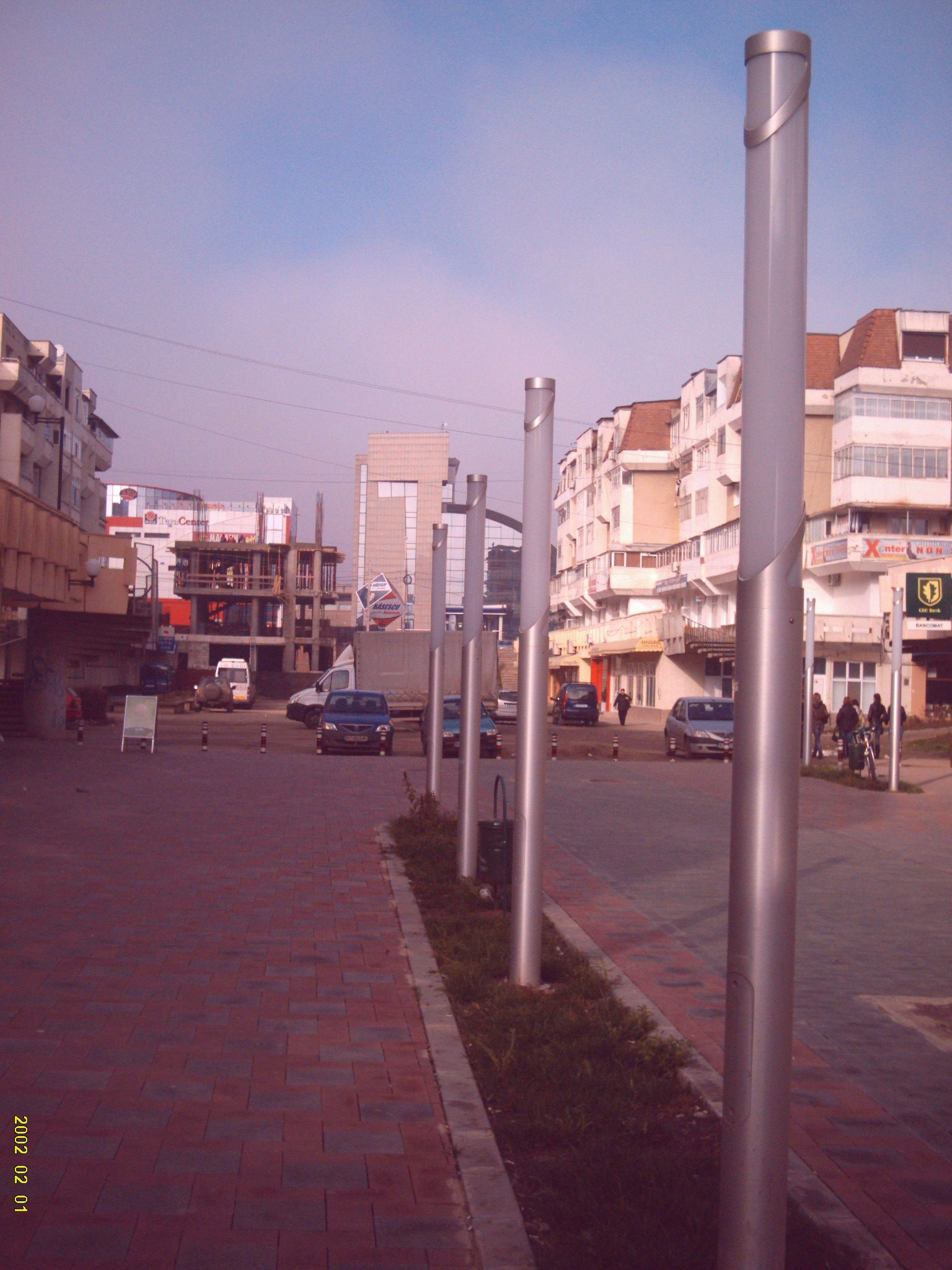
Peatonal Ştefan cel Mare